# Bach-Werke-Verzeichnis

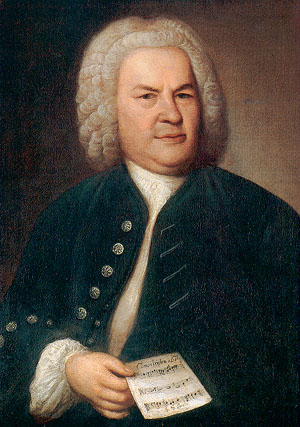
Johann Sebastian Bach 1746, mit Rätselkanon (Ölgemälde von Elias Gottlob Haußmann)

Das Bach-Werke-Verzeichnis (BWV) ist das bekannteste Verzeichnis der Werke von Johann Sebastian Bach. Es ist thematisch geordnet und wurde 1950 in seiner ersten Version vom Musikwissenschaftler Wolfgang Schmieder vorgelegt. Bei den geistlichen Kantaten folgte Schmieder der Reihenfolge der Bachausgabe, deren Nummerierung sich bereits eingebürgert hatte; es folgen weitere Gruppen von Vokalwerken und anschließend Kompositionen für Orgel und Cembalo sowie Kammer- und Orchestermusik. Die einzelnen Werkgruppen beginnen zunächst mit Zyklen (soweit existent) oder sonst repräsentativeren Gruppen und lassen danach einzeln überlieferte Werke folgen.
Seither hat das Verzeichnis einige Erweiterungen und Korrekturen erfahren, ist aber in seiner Grundstruktur unverändert. Da inzwischen weitere Werke Bachs aufgefunden wurden, andere hingegen als unecht bewiesen wurden, ist die Nummerierung teilweise lückenhaft und nach der Nummer 1080 um Werke ergänzt, die außerhalb der eigentlich passenden Nummernbereiche stehen. Ferner existiert ein mehrteiliger Verzeichnisanhang mit zweifelhaften Werken.
Die aktuelle Neuausgabe ist im Juni 2022 erschienen.
Ein anderes Verzeichnis der Werke Bachs ist das Bach-Compendium.

## Vokalwerke – BWV 1–524

### Kantaten, BWV 1–224
- BWV 1–200 – Geistliche Kantaten
- BWV 201–224 – Weltliche Kantaten

### Motetten, BWV 225–231
- BWV 225 – Singet dem Herrn ein neues Lied
- BWV 226 – Der Geist hilft unser Schwachheit auf
- BWV 227 – Jesu, meine Freude
- BWV 228 – Fürchte dich nicht, ich bin bei dir
- BWV 229 – Komm, Jesu, komm
- BWV 230 – Lobet den Herrn, alle Heiden
- BWV 231 – Sei Lob und Preis mit Ehren (Erster Satz von Telemann)

### Messen, BWV 232–236
- BWV 232 – h-Moll-Messe
- Lutherische Messen
  - BWV 233 – F-Dur
  - BWV 234 – A-Dur
  - BWV 235 – g-Moll
  - BWV 236 – G-Dur

### Einzelne Messsätze, BWV 237–242
- BWV 237 – Sanctus in C-Dur
- BWV 238 – Sanctus in D-Dur
- BWV 239 – Sanctus in d-Moll
- BWV 240 – Sanctus in G-Dur
- BWV 241 – Sanctus in D-Dur
- BWV 242 – Christe eleison in g-Moll

### Magnificat, Passionen, Oratorien, BWV 243–249
- BWV 243 – Magnificat
- BWV 244 – Matthäus-Passion
- BWV 245 – Johannes-Passion
- BWV 246 – Lukas-Passion (größtenteils nicht von Bach)
- BWV 247 – Markus-Passion (nur Text erhalten, Musik verschollen)
- BWV 248 – Weihnachtsoratorium, Zyklus aus sechs Kantaten
- BWV 249 – Kommt, eilet und laufet („Oster-Oratorium“)
- BWV 249a – Entfliehet, verschwindet, entweichet, ihr Sorgen (Kantate zum Geburtstag des Herzogs Christian von Sachsen-Weißenfels am 23. Februar 1725)
- BWV 249b – Verjaget, zerstreuet, zerrüttet, ihr Sterne. Die Feier des Genius (Kantate zum Geburtstag des Grafen von Flemming am 25. August 1726)

### Vierstimmige Choralsätze, BWV 250–438
- BWV 250–252 Drei Choräle zu Trauungen
- BWV 253–438 – 371 Vierstimmige Choralsätze (vierteilige Sammlung, herausgegeben von Kirnberger und C. Ph. E. Bach)

### Lieder und Arien, BWV 439–524
- BWV 439–507 – Geistliche Lieder und Arien aus Schemellis Gesangbuch
  - BWV 469 Ich steh an deiner Krippen hier
  - BWV 478 Komm, süßer Tod
  - BWV 479 Kommt, Seelen, dieser Tag
- BWV 508–518 – Arien und Lieder aus dem zweiten Notenbuch der Anna Magdalena Bach (1725)
- BWV 519–523 – Fünf geistliche Lieder
- BWV 524 – Quodlibet

## Orgelwerke – BWV 525–771

### Nicht choralgebundene Werke, BWV 525–598, 1027a
- BWV 525–530 – Triosonaten
- BWV 531–552 – Präludien und Fugen (z. B. Präludium und Fuge Es-Dur BWV 552)
- BWV 553–560 – Acht kleine Präludien und Fugen (werden Johann Tobias Krebs oder Johann Ludwig Krebs zugeschrieben)
- BWV 561–563 – Fantasien und Fugen
- BWV 564 – Toccata C-Dur
- BWV 565 – Toccata und Fuge d-Moll
- BWV 566 – Toccata E-Dur (Fassung in C-Dur als BWV 566a)
- BWV 567–569 – Einzelne Präludien
- BWV 570–573 – Einzelne Fantasien
- BWV 574–581 – Einzelne Fugen
- BWV 582 – Passacaglia c-Moll
- BWV 583–586 – Trios (BWV 585 von Fasch, BWV 586 von Telemann)
- BWV 587–591 – Einzelwerke (BWV 587 nach Couperin; Echtheit umstritten)
- BWV 592–597 – Sechs Konzerte nach verschiedenen Meistern (Bearbeitungen; das sechste wohl nicht von Bach)
- BWV 598 – Pedal-Exercitium (Fragment)
- BWV 1027a – Trio

### Choralsätze, BWV 599–771
- BWV 599–644 – Orgelbüchlein
- BWV 645–650 – Schübler-Choräle
- BWV 651–668 – Leipziger Choräle (Achtzehn Choräle von verschiedener Art)
- BWV 669–689 – Choralbearbeitungen aus dem dritten Teil der Clavier-Übung
- BWV 690–713a – Kirnberger-Choräle
- BWV 714–740 – Choralbearbeitungen
- BWV 741–765 – Choralvorspiele
- BWV 766–768 – Partiten
- BWV 769 – Kanonische Veränderungen über Vom Himmel hoch
- BWV 770 – Partite divere sopra Ach was soll ich Sünder machen?
- BWV 771 – Variationen über Allein Gott in der Höh’ sei Ehr’

## Cembalowerke – BWV 772–994

### Zwei- und dreistimmige Werke, BWV 772–805
- BWV 772–786 – Zweistimmige Inventionen
- BWV 787–801 – Dreistimmige Sinfonien
- BWV 802–805 – Vier Duette (für ein Tasteninstrument; aus Clavierübung Teil III)

### Suiten, BWV 806–845
- BWV 806–811 – Englische Suiten
- BWV 812–817 – Französische Suiten
- BWV 818–824 – Diverse Suiten
- BWV 825–830 – Sechs Partiten
- BWV 831 – Ouvertüre h-Moll (aus Clavierübung Teil II)
- BWV 832–845 – Einzelwerke (BWV 840 von Telemann)

### Präludien und Fugen, BWV 846–962
- BWV 846–869 – Das Wohltemperierte Klavier, 1. Teil
- BWV 870–893 – Das Wohltemperierte Klavier, 2. Teil
- BWV 894–902a – Präludien und Fugen
- BWV 903–909 – Fantasien und Fugen (darunter die Chromatische Fantasie und Fuge)
- BWV 910–916 – Toccaten
- BWV 917–923 – Fantasien und Präludien
- BWV 924–932 – Neun kleine Präludien aus dem Clavierbüchlein für Wilhelm Friedemann Bach
- BWV 933–938 – Sechs kleine Präludien
- BWV 939–943 – Fünf kleine Präludien
- BWV 944–962 – Fugen

### Sonaten, Konzerte, Variationen, BWV 963–994
- BWV 963–967 – Sonaten
- BWV 968–970 – Sonstige Einzelwerke
- BWV 971 – Italienisches Konzert (aus Clavierübung Teil II)
- BWV 972–987 – Sechzehn Konzerte nach verschiedenen Meistern
- BWV 988 – Goldberg-Variationen (aus Clavierübung Teil IV)
- BWV 989–991 – Diverse Arien und Variationen
- BWV 992 – Capriccio B-Dur sopra la lontananza de il fratro dilettissimo
- BWV 993 – Capriccio E-Dur
- BWV 994 – Applicatio C-Dur (aus dem Clavierbüchlein für Wilhelm Friedemann Bach)

## Kammermusik – BWV 995–1040

### Werke für Laute, BWV 995–1000, 1006a
- BWV 995 – Suite g-Moll
- BWV 996 – Suite e-Moll
- BWV 997 – Suite c-Moll
- BWV 998 – Präludium, Fuge und Allegro Es-Dur
- BWV 999 – Präludium c-Moll
- BWV 1000 – Fuge g-Moll
- BWV 1006a – Suite E-Dur

### Werke für ein Soloinstrument, BWV 1001–1013
- BWV 1001–1006 – Sonaten und Partiten für Violine solo
- BWV 1007–1012 – Suiten für Violoncello solo
- BWV 1013 – Suite für Flöte solo a-Moll

### Sonaten mit Cembalo oder Continuo, BWV 1014–1040
- BWV 1014–1019 – Sechs Sonaten für Violine und Cembalo (Sammlung)
- BWV 1020–1026 – Einzelne Werke für Violine und Cembalo oder Continuo
- BWV 1027–1029 – Sonaten für Gambe und Cembalo
- BWV 1030–1032 – Drei Sonaten für Flöte und obligates Cembalo
- BWV 1033–1035 – Drei Sonaten für Flöte und Continuo
- BWV 1036–1040 – Triosonaten für zwei Instrumente und Continuo

## Orchesterwerke – BWV 1041–1071

### Konzerte, BWV 1041–1065
- BWV 1041 – Violinkonzert a-Moll
- BWV 1042 – Violinkonzert E-Dur
- BWV 1043 – Konzert für 2 Violinen d-Moll
- BWV 1044 – Tripelkonzert für Cembalo, Flöte, Violine und Streicher a-Moll
- BWV 1045 – Konzert in D-Dur (Fragment)
- BWV 1046–1051 – Brandenburgische Konzerte
- BWV 1052–1059 – Konzerte für ein Cembalo und Orchester
- BWV 1060–1065 – Konzerte für zwei, drei oder vier Cembali und Orchester

### Suiten, BWV 1066–1071
- BWV 1066–1071 – Orchestersuiten

## Kontrapunktische Werke – BWV 1072–1080
- BWV 1072–1078 – Kanons
- BWV 1079 – Musikalisches Opfer
- BWV 1080 – Die Kunst der Fuge

## Weitere Werke

### Später eingereihte Kompositionen, BWV 1081–1128
Die Verzeichnisnummern nach 1080 wurden erst nach der ursprünglichen Erstellung des Bach-Werke-Verzeichnis (1950) eingefügt und enthalten später ergänzte Werke J. S. Bachs.
- BWV 1081–1089 – Ergänzungen (BWV 1083 „Tilge, Höchster, meine Sünden“ nach Pergolesis Stabat mater, BWV 1087 – Verschiedene Canones)
- BWV 1090–1120 – Orgelchoräle der Neumeister-Sammlung
- BWV 1121–1126 – Weitere Ergänzungen
- BWV 1127 – Alles mit Gott und nichts ohn' ihn, Arie für Sopran
- BWV 1128 – Wo Gott der Herr nicht bei uns hält, Choralfantasie für Orgel

## Anhänge

### Anhang I – Fragmente und verschollene Werke, BWV Anh. 1–23
- BWV Anh. 1–19 – Verschiedene Kantaten
- BWV Anh. 20 – Lateinische Ode
- BWV Anh. 21 – Magnificat (von Telemann[3])
- BWV Anh. 22 – Oboenkonzert (nur Thema erhalten)
- BWV Anh. 23 – Konzert e-Moll (nur Continuostimme erhalten)

### Anhang II – Zweifelhafte Werke, BWV Anh. 24–155
- BWV Anh. 24–41 – Vokalwerke
- BWV Anh. 42–79 – Orgelwerke
- BWV Anh. 80–152 – Cembalowerke
- BWV Anh. 153–155 – Kammermusik

### Anhang III – Fälschlich zugeschriebene Werke, BWV Anh. 156–189
- BWV Anh. 156–170 – Vokalwerke (Die Motette Ich lasse dich nicht, du segnest mich denn, BWV Anh. 159, gilt heute als echt.)
- BWV Anh. 171–183 – Werke für Tasteninstrumente
- BWV Anh. 184–189 – Kammermusik

### Spätere Ergänzungen zum Anhang, BWV Anh. 190–213
- BWV Anh. 190–200 – Verschollene Werke und Fragmente
- BWV Anh. 201–207 – Zweifelhafte Werke
- BWV Anh. 208 – Fälschlicherweise zugeschriebene Werke
- BWV Anh. 209–213
- BWV deest
- BWV deest BC
- BWV deest Emans
- BWV deest Kast Bach Inc.
- BWV deest Serien

Der Ausdruck „deest“ (lateinisch „fehlt“) bezeichnet Werke, die nicht im Werkeverzeichnis aufgeführt sind, jedoch anderweitig identifizierbar sind. Die Identifikationsquelle wird gegebenenfalls dahinter angegeben.